# Elizabeth Gillies
Elizabeth Egan "Liz" Gillies (født 26. juli 1993) er en amerikansk skuespiller, sanger og danser. Hun er bedst kendt for sin rolle som Lucy i Broadways musical "13". Hun er også meget kendt for sin rolle som Jade West i Victorious som bliver sendt på Nickelodeon. Hun lægger også stemme til Daphne i den animerede serie Winx Club.

## Skuespil
Elizabeth Gillies startede hendes skuespiller karriere da hun var 12 år. I sommeren 2008, blev hun castet som Lucy i en ny musical, 13. Hun havde to store musiknumre i stykket "Opportunity" og "It Can't Be True", samtidig havde hun også mindre dele af andre sange. 
Elizabeth Gillies spiller/spillede Jade West i Nickelodeon serien Victorious. Showet startede i år 2010 og den sidste episode udkom i år 2013. Showet havde/har stor succes, og Elizabeths rolle som Jade gjorde hende meget kendt. 
Gillies lægger lige for tiden stemme til Daphne i den animerede serie Winx Club og hun har indspillet Winx Club's officielle sang, "We Are Believix." 
Hun har også været gæstestjerne i White Collar og Big Time Rush.
Hun har også medvirket i genindspilning af serien Dollars, som en del af Carrington familien.

## Musik
Elizabeth synger med i flere sange på Victorious cd'erne Victorious (Soundtrack) og Victorious 2.0. F.eks. synger hun sangen "Give It Up" som er en duet, som hun synger sammen med Ariana Grande som hun også spillede sammen med i musicalen "13". Hun synger også sangen "Take a Hint" som er en duet hun synger sammen med Victorious hovedperson Tori, spillet af Victoria Justice. Elizabeth har også skrevet sangen "You Don't Know Me" som var med i Victorious.
Elizabeth har også en YouTube profil som hedder LizGilliesOfficial Arkiveret 29. oktober 2011 hos  Wayback Machine, der uploader hun covers af populære sange som: "Wild Horses" af The Rolling Stones, "You and I" af Lady Gaga, "For No One" af The Beatles, "Jealous Guy" af John Lennon, "Father and Son" af Cat Stevens og "One and Only" af Adele
Hun har også lavet et cover sammen med Max Schneider af sangen "Somewhere Only We Know" som originalt synges af Keane
I juli 2012, blev det reporteret af Elizabeth arbejder på et album med alternativt rock musik.